# Gotthilft von Studnitz
Gotthilft Benno Ernst Oswald Georg von Studnitz (* 3. Januar 1908 in Kiel; † 11. März 1994 in Bad Schwartau) war ein deutscher Physiologe und Zoologe.

## Familie
Gotthilft „Hille“ von Studnitz stammte aus dem alten westmährischen Adelsgeschlecht Studnitz. Er war der ältere von zwei Söhnen des Korvettenkapitäns Oswald von Studnitz (später Kapitän zur See, 1871–1963) und dessen Ehefrau Johanna Theodora, geborene von Bulmerincq (1873–1953), Tochter des russischen Wirklichen Staatsrates Michael von Bulmerincq (1832–1899).

## Leben
Von Studnitz erhielt Privatunterricht und besuchte die Oberrealschule seiner Heimatstadt, wo er 1926 die Reifeprüfung ablegte. Bereits im Alter von 12 Jahren entwickelte sich bei ihm eine schwere Osteomyelitis, verbunden mit einer Versteifung des linken Beines im Hüft- und Kniegelenk. Schon in sehr jungen Jahren begeisterte er sich für die Natur, besonders faszinierten ihn Vögel und Säugetiere.
Nach dem Abitur studierte er Botanik, Zoologie, Geologie und Physiologie an den Universitäten von Kiel und Breslau. Er promovierte 1930 an der Universität Kiel. Das Thema seiner Dissertation lautete: Die Morphologie und Anatomie von ‘Lima inflata’, der Feilenmuschel, nebst biologischen Untersuchungen an ‘Lima hians Gmel’. Folgend arbeitete er als Stipendiat der Notgemeinschaft. Im Jahr 1932 begann er als Mitarbeiter des Zoologischen Instituts der Universität Kiel mit Untersuchungen zur Regenbogenhaut des Froschauges. Die folgenden Jahre führte er physiologische Untersuchungen am Wirbeltierauge durch. Von 1934 bis 1936 war er außerplanmäßiger Assistent am Zoologischen Institut der Kieler Universität, wo er sich 1935 habilitierte. Eine DFG-Förderung wurde ihm 1935 verweigert, zumal ein Gutachten des Kieler Dozentenschaftsführers Wilhelm Nicolaisen ihn aufgrund seiner politischen Haltung als ungeeignet als Erzieher der Studenten zum Nationalsozialismus bewertete. 1936 erhielt von Studnitz eine Assistentenstelle am Zoologischen Institut der Martin Luther-Universität Halle an der Saale.
Am 18. Mai 1936 wurde er zum Dozenten für Zoologie ernannt. An der Universität Halle wurde von Studnitz, der am 1. Mai 1937 der NSDAP beitrat (Mitgliedsnummer 4.041.051), 1941 zum außerordentlichen Professor ernannt, zugleich erhielt er einen Forschungsauftrag zum Farbensehen der Farbenwerke Wolfen. In den Zapfen der Netzhaut von Fröschen und Fischen entdeckte er eine lichtempfindliche Substanz. Seine Berufung zum ordentlichen Professor der Zoologie und zum Direktor des Zoologischen Instituts und Museums der Universität Halle erfolgte 1942.
„Zu dieser Zeit bearbeitete von Studnitz bereits einen Forschungsauftrag des Oberkommandos der Marine, er unternahm Versuche zur Verbesserung der Dunkelanpassung und Reduzierung von Blendwirkungen. Um auch Forschungsergebnisse am Menschen vorweisen zu können, führte er Experimente an zum Tode Verurteilten im hallischen Zuchthaus durch. Nachdem er den Delinquenten eine ölige Flüssigkeit eingeflößt hatte – vermutlich Vitamin A oder andere Karotinoide – entnahm er die Augen der Hingerichteten und prüfte Veränderungen der Zapfensubstanz.“
Von Studnitz war am 19. Juni 1944 an der Hinrichtung von 16 durch Wehrmachtsgerichte verurteilten Personen im Zuchthaus Halle beteiligt. Zuvor hatte er im März 1944 den Oberstaatsanwalt von Halle ersucht, mit Hilfe des Gerichtsmediziners Gerhard Schrader Augen von Hingerichteten zu entnehmen. Dazu wurden die zu exekutierenden Menschen 15 bis 30 Minuten vor der Hinrichtung in Dunkelheit 
belassen, ihnen wurde ein Medikaments verabreicht und unter der persönlichen Aufsicht von Studnitz' die Augen mit lichtundurchlässigen Augenbinden verbunden. Nach Eintritt des Todes veranlasste er die Entnahme der Augäpfel. Es folgten noch weitere 19 Hinrichtungen. Weitere Versuche erfolgten nicht mehr, obwohl belegt ist:
„Professor von Studnitz hat nur noch darum gebeten, in späterer Zeit einigen Verurteilten noch einige Mittel verabreichen zu dürfen. Außerdem gebraucht er noch zu Ergänzungsversuchen in Zukunft einzelne Augen. Er hat seinen aufrichtigsten Dank dafür ausgesprochen, daß ihm die Durchführung des Versuchs ermöglicht wurde.“ (zitiert nach Gattermann/Neumann 2005, S. 110)
Der DFG legte von Studnitz im November 1944 einen (mit Geheimvermerk versehenen) Abschlussbericht über seine mit seinen Assistenten Loevenich und Wigger angeblich nur an Meerschweinchen durchgeführten Untersuchungen zur Nachtsehfähigkeit und Dunkeladaption vor.
Nach 1945 verließ er zusammen mit der amerikanischen Besatzungsmacht Halle. In seinem Gepäck befanden sich auch etliche wertvolle Mikroskope, akribisch aufgelistet in einer Strafanzeige der Universität Halle. Für kurze Zeit arbeitete von Studnitz am englischen Luftfahrtforschungszentrum Farnborough und übersiedelte dann nach Bad Schwartau. Er war Professor zur Wiederverwendung und entwickelte noch einige Medikamente zur Verbesserung der Hell-Dunkel-Adaption des Auges und baute ab 1951 als Nachfolger von Ludwig Benick und Direktor das Naturkundemuseum bzw. Naturhistorische Museum der Stadt Lübeck wieder auf, das heutige Museum für Natur und Umwelt Lübeck. Zudem war er dort ab 1952 Direktor der Volkshochschule. Nach seiner Pensionierung war von Studnitz vor allem als Jagdschriftsteller tätig  und verfasste zudem noch eine Fortsetzung der Familienchronik derer von Studnitz.
Gotthilft von Studnitz heiratete 1950 die 19 Jahre jüngere Sylvia von Studnitz (1927–2001), Tochter von Bernhard von Studnitz (1891–1969) und Margot Eiffe (1893–1969). Das Paar hat eine Tochter:
- Alexandra Margot Johanna (* 1952)

## Veröffentlichungen (Auswahl)
- Die Vögel in und um Düsternbrook. In: Die Heimat. Bd. 34 (1924), Nr. 8, August 1924, S. 195–199 (Digitalisat).
- Was ich sah. Augenblicksbilder aus dem Freileben der Tiere. J. Neumann, Neudamm 1928.
- Die retinale Säurebildung. 1937.
- Vom Sein und Werden eines Organs. Niemeyer, Halle (Saale) 1944.
- Einführung in die Zoologie.
  - Bd. 1: Zellenlehre, Stoffwechsel und Energiewechsel. Funktionelle Anatomie und vergleichende Physiologie der nicht-reproduktiven Organe. Bouvier, Bonn 1950.
- Wahn oder Wirklichkeit? Rütten & Loening, Frankfurt am Main / Hamburg 1955.
- Ein Jagdhaus in Schweden. BLV, München 1963.
- Die Studnitze im 20. Jahrhundert. Eine fortgesetzte Geschichte der Familie 1889–1979. 1979.
- Mein Jagdbuch. 1982.